# Švedske pokrajine
Švedska se dijeli na 25 povijesnih pokrajina (švedski: landskap), koje se zasnivaju na starijim političkim podjelama čak iz Srednjeg vijeka te geografskim i kulturnim osobinama s kojima se stanovnici identificraju. Šveđani se većinom identificiraju po pokrajinama, a ne po županijama (švedski: län, današnjim sustavom administrativne podjele Švedske). 
Pokrajine uglavnom imaju svoj posebni dijalekt, narodnu nošnju i tradicije po kojima su prepoznatljive. 
Prije rata s Rusijom 1809. godine Finska je bila dio Švedske. Finska je imala još šest pokrajina koje su poznate kao povijesne švedske pokrajine u Finskoj.
| Pokrajina     | Područje | Županija                                                     | Površina (km²) | Broj stanovnika | Stanovnika/km² | Zemljovid Švedske podijeljena na pokrajine |
| ------------- | -------- | ------------------------------------------------------------ | -------------- | --------------- | -------------- | ------------------------------------------ |
| Blekinge      | Götaland | Blekinge län                                                 | 2 941          | 150 325         | 51,1           |                                            |
| Bohuslän      | Götaland | Västra Götalands län                                         | 4 473          | 270 628         | 60,5           |                                            |
| Dalarna       | Svealand | Dalarnas, Gävleborgs, Jämtlands i Värmlands län              | 29 086         | 276 289         | 9,5            |                                            |
| Dalsland      | Götaland | Västra Götalands i Värmlands län                             | 3 708          | 52 260          | 14,1           |                                            |
| Gotland       | Götaland | Gotlands län                                                 | 3 140          | 57 661          | 18,4           |                                            |
| Gästrikland   | Norrland | Gävleborgs i Uppsala län                                     | 4 181          | 144 847         | 34,6           |                                            |
| Halland       | Götaland | Hallands län                                                 | 4 786          | 284 700         | 59,5           |                                            |
| Hälsingland   | Norrland | Gävleborgs i Jämtlands län                                   | 14 264         | 133 540         | 9,4            |                                            |
| Härjedalen    | Norrland | Jämtlands län                                                | 11 954         | 10 550          | 0,9            |                                            |
| Jämtland      | Norrland | Jämtlands län                                                | 34 009         | 112 710         | 3,3            |                                            |
| Lappland      | Norrland | Västerbottens, Norrbottens i Jämtlands län                   | 109 702        | 100 980         | 0,9            |                                            |
| Medelpad      | Norrland | Västernorrlands i Jämtlands län                              | 7 058          | 122 058         | 17,3           |                                            |
| Norrbotten    | Norrland | Norrbottens län                                              | 26 671         | 194 570         | 7,3            |                                            |
| Närke         | Svealand | Örebro, Östergötlands i Västmanlands län                     | 4 126          | 187 581         | 45,5           |                                            |
| Skåne         | Götaland | Skåne län                                                    | 11 027         | 1 159 397       | 105,1          |                                            |
| Småland       | Götaland | Jönköpings, Kalmar, Kronobergs, Hallands i Östergötlands län | 29 330         | 708 986         | 24,2           |                                            |
| Södermanland  | Svealand | Södermanlands, Stockholms, Östergötlands i Västmanlands län  | 8 388          | 1 104 611       | 131,7          |                                            |
| Uppland       | Svealand | Uppsala, Stockholms i Västmanlands län                       | 12 676         | 1 339 154       | 105,6          |                                            |
| Värmland      | Svealand | Värmlands, Örebro i Västra Götalands län                     | 18 204         | 312 966         | 17,2           |                                            |
| Västerbotten  | Norrland | Västerbottens län                                            | 15 093         | 256 734         | 17             |                                            |
| Västergötland | Götaland | Västra Götalands, Jönköpings, Hallands i Örebro län          | 16 676         | 1 198 806       | 71,9           |                                            |
| Västmanland   | Svealand | Västmanlands i Örebro län                                    | 8 363          | 260 781         | 31,2           |                                            |
| Ångermanland  | Norrland | Västernorrlands, Jämtlands i Västerbottens län               | 19 800         | 140 188         | 7              |                                            |
| Öland         | Götaland | Kalmar län                                                   | 1 342          | 24 628          | 18,4           |                                            |
| Östergötland  | Götaland | Östergötlands län                                            | 9 979          | 412 200         | 41,3           |                                            |
| Ukupno        | Ukupno   | Ukupno                                                       | 410 977        | 9 017 150       | 21,9           |                                            |